# 克勞德爾 (堪薩斯州)
克勞德爾（英語：Claudell）是位於美國堪薩斯州史密斯縣的一個非建制地區。

## 歷史
克勞德爾的郵政局於1898年設立，直到1957年結束營運。

## 地理
克勞德爾所處的海拔為高於海平面507米（即1663英呎），而該地所採用的時區為UTC-6，即北美中部時區（CST）。同時該地設有夏令時間，為UTC-6調快一小時，即UTC-5（CDT）。